# Chris Terrio
Chris Terrio est un scénariste et réalisateur américain né le 31 décembre 1976. Il est le réalisateur du film Heights en 2005. Il a gagné l'Oscar du meilleur scénario adapté pour le film Argo (2012) de Ben Affleck. Il est également scénariste de plusieurs films de l'univers cinématographique DC.

## Filmographie
Sauf indication contraire, les informations mentionnées dans cette section peuvent être confirmées par la base de données cinématographiques IMDb,  présente dans la section « Liens externes ».

### Scénariste
- 2002 : Book of Kings (court métrage)
- 2012 : Argo de Ben Affleck
- 2016 : Batman v Superman : L'Aube de la justice (Batman v Superman: Dawn of Justice) de Zack Snyder
- 2017 : Justice League de Zack Snyder (Terrio voulait retirer son nom des copies du film après le remontage par le studio)[1]
- 2019 : Star Wars, épisode IX : L'Ascension de Skywalker (Star Wars: Episode IX – The Rise of Skywalker) de J. J. Abrams
- 2021 : Zack Snyder's Justice League de Zack Snyder

À venir[Quand ?] : Tomb Raider le retour de Lara Croft (Tomb Raider the return of Lara Croft) de Ric Roman Waugh

### Réalisateur
- 2002 : Book of Kings (court métrage)
- 2005 : Heights
- 2010 : Damages (série TV) - saison 3, épisode 8

### Acteur
- 2019 : Star Wars, épisode IX : L'Ascension de Skywalker (Star Wars: Episode IX – The Rise of Skywalker) de J. J. Abrams : Colonel Aftab Ackbar (voix)

## Distinctions
- Oscars 2013 : meilleur scénario adapté pour Argo